# جون أوسوليفان
جون أوسوليفان (بالإنجليزية: John O'Sullivan)‏ (18 سبتمبر 1993 بجمهورية أيرلندا - ) هو لاعب كرة قدم أيرلندي في مركز الوسط. شارك مع منتخب جمهورية أيرلندا تحت 20 سنة لكرة القدم ومنتخب جمهورية أيرلندا تحت 21 سنة لكرة القدم. أما مع النوادي، فقد لعب مع بلاكبيرن روفرز ونادي أكرينغتون ستانلي ونادي بارنسلي ونادي بوري ونادي روتشديل ونادي ساوثبورت.

## وصلات خارجية
- جون أوسوليفان على موقع الاتحاد الأوربي (الإنجليزية)
- جون أوسوليفان على موقع قاعدة بيانات كرة القدم.إي يو (الإنجليزية)
- جون أوسوليفان على موقع Soccerbase.com (لاعب) (الإنجليزية)